# Fruhstorferia anthracina
Fruhstorferia anthracina är en skalbaggsart som beskrevs av Ohaus 1903. Fruhstorferia anthracina ingår i släktet Fruhstorferia och familjen Rutelidae. Inga underarter finns listade i Catalogue of Life.